# Richard Cornwall-Legh, 6. Baron Grey of Codnor
Richard Henry Cornwall-Legh, 6. Baron Grey of Codnor (* 14. Mai 1936) ist ein britischer Adliger und Politiker.

## Herkunft und familiäres Umfeld
Er wurde am 14. Mai 1936 als Sohn des Charles Legh Shuldham Cornwall-Legh, 5. Baron Grey of Codnor (1903–1996) und der Dorothee Scott († 1993) geboren.
Sein Vater stammt in weiblicher Linie aus der alten englischen Adelsfamilie Grey, die im ausgehenden Mittelalter und in der frühen Neuzeit von sehr großem politischen Einfluss war und mehrere Adelstitel in verschiedenen Linien führte (z. B. Marquess of Dorset, Earl of Kent, Earl of Stamford, Baron Grey de Wilton, Baron Grey de Ruthin). Aus dieser Familie stammt auch die 9-Tage-Königin Jane Grey. Die Linie der Barone Grey of Codnor leitet sich von Henry Grey her, der am 6. Februar 1299 in den königlichen Rat durch einen writ of summons berufen wurde und damit 1. erblicher Baron Grey of Codnor wurde. In der Familie Grey verblieb der Titel bis zum Tod des 7. Barons, der 1496 ohne männliche Erben starb. Die Baronie fiel daraufhin in abeyance, in der die bis 1989 verblieb, als der Vater des jetzigen Barons als weiblicher Nachkomme die Baronie erfolgreich petitionierte. Obwohl dieser als Nachfolger des 1496 verstorbenen letzten (siebten) männlichen Titelträgers eigentlich der 8. Baron hätte sein müssen, sprach ihm das Committee for Privileges and Conduct nur zu, der 6. Baron einer 1397 gegründeten Baronie zu sein, weil der Petent nicht nachweisen konnte, das alle sieben Barone von 1299 bis 1496 einen writ of summons erhalten hatten. So zählt Richard Cornwall-Legh offiziell als 6. Baron, bei Zählung ab 1299 wäre er der 9. Baron.

## Leben
Er erhielt an der Privatschule Stowe House seine Erziehung und Schulbildung. Danach durchlief er eine Offiziersausbildung bei der Royal Navy. Er wurde 1993 High-Sheriff der Grafschaft Cheshire und 1995 stellvertretender Lord-Lieutenant derselben Grafschaft. Bein Tode seines Vaters am 23. Dezember 1996 erbte er dessen Titel als 6. Baron Grey of Codnor und dessen erblichen Sitz im House of Lords. Diesen Sitz verlor er allerdings 1999 wieder durch die Reform des Oberhauses, weil er nicht zu den erblichen Peers gehörte, die aus dem Kreis des Erbpeers  dem reformierten House of Lords zugewählt wurden.

## Ehe und Nachkommen
Er ist seit dem 28. September 1974 mit Joanna Storm Cayley verheiratet, der Tochter von Sir Kenelm Henry Ernest Cayley, 10. Baronet. Das Paar hat drei Söhne und eine Tochter:
- Richard Stephen Cayley Cornwall-Legh (* 1976)
- Kenelm Michael Cornwall-Legh (* 1978)
- George Henry Cornwall-Legh (* 1982)
- Caroline Philadelphia Cornwall-Legh (* 1983)